# Katarzyna Dufrat
Katarzyna Dufrat (ur. 11 września 1988 we Wrocławiu) – polska brydżystka, Women Life Master (WBF), European Grand Master (EBL), Arcymistrz Międzynarodowy (PZBS). Ukończyła Politechnikę Wrocławską.

## Kariera brydżowa
Karierę brydżową rozpoczęła w klasie maturalnej, pod okiem Marka Markowskiego. Szybko pojawiły się pierwsze sukcesy w krajowych zawodach juniorskich i Mistrzostwach Polski Juniorów. W 2012 roku została pierwszy raz powołana do Reprezentacji Polski Juniorek (w której barwach zdobyła złoto Mistrzostw Świata w tym samym roku) i Reprezentacji Polski Kobiet – w której gra nieprzerwanie do dziś (stan na rok 2022). Drużyna, w której składzie zagrała zdobyła pierwsze medale dla Polski w międzynarodowych zawodach kobiecych – złoto w Mistrzostwach Europy 2018 (Abacja), brąz w Mistrzostwach Europy 2016 (Budapeszt) i brąz w Olimpiadzie w 2012 (Lille). Od 2015 roku nieprzerwanie na podium Parowych Mistrzostw Europy Kobiet (4 srebra i 1 brąz). Po zakończeniu kariery juniorskiej, prowadziła jako coach Reprezentację Polski Juniorek.
Zawodniczka drużyny Szkoła Brydża Szlem Gdańsk, w której barwach zdobyła w 2021r. Drużynowe Mistrzostwo Polski.
W 2018 roku założyła własną szkołę brydżową Brydż Wrocław i od tamtego czasu regularnie prowadzi kursy brydża sportowego oraz szkoli indywidualnie.

## Międzynarodowe wyniki sportowe

### Mistrzostwa Świata
| Konkurencje Drużynowe | Konkurencje Drużynowe | Konkurencje Drużynowe                     | Konkurencje Drużynowe | Konkurencje Drużynowe | Konkurencje Drużynowe |
| Rok                   | Miejsce               | Zawody                                    | Kategoria             | Drużyna               | Pozycja               |
| --------------------- | --------------------- | ----------------------------------------- | --------------------- | --------------------- | --------------------- |
| 2019                  | Wuhan                 | 44. Mistrzostwa Świata Teamów             | Kobiety               | Poland                | 5                     |
| 2018                  | Orlando               | 15. Otwarte Mistrzostwa Świata            | Kobiety               | Westheimer            | 5                     |
| 2017                  | Lyon                  | 43. Mistrzostwa Świata Teamów             | Kobiety               | Poland                | 4                     |
| 2015                  | Chennai               | 42. Mistrzostwa Świata Teamów             | Kobiety               | Poland                | 9                     |
| 2013                  | Nusa Dua              | 41. Mistrzostwa Świata Teamów             | Kobiety               | Poland                | 5                     |
| 2012                  | Taicang               | 14. Drużynowe Mistrzostwa Świata Juniorów | Juniorki              | Poland                | 1                     |

| Konkurencje Parowe | Konkurencje Parowe | Konkurencje Parowe             | Konkurencje Parowe | Konkurencje Parowe | Konkurencje Parowe |
| Rok                | Miejsce            | Zawody                         | Kategoria          | Partner            | Pozycja            |
| ------------------ | ------------------ | ------------------------------ | ------------------ | ------------------ | ------------------ |
| 2018               | Orlando            | 15. Otwarte Mistrzostwa Świata | Kobiety            | Justyna Żmuda      | 9                  |

### Olimpiady
| Konkurencje Drużynowe | Konkurencje Drużynowe | Konkurencje Drużynowe           | Konkurencje Drużynowe | Konkurencje Drużynowe | Konkurencje Drużynowe |
| Rok                   | Miejsce               | Zawody                          | Kategoria             | Drużyna               | Pozycja               |
| --------------------- | --------------------- | ------------------------------- | --------------------- | --------------------- | --------------------- |
| 2016                  | Wrocław               | 2016 World Bridge Games         | Kobiety               | Poland                | 5                     |
| 2012                  | Lille                 | 2. Olimpiada Sportów Umysłowych | Kobiety               | Poland                | 3                     |

| Konkurencje Parowe | Konkurencje Parowe | Konkurencje Parowe      | Konkurencje Parowe | Konkurencje Parowe | Konkurencje Parowe |
| Rok                | Miejsce            | Zawody                  | Kategoria          | Partner            | Pozycja            |
| ------------------ | ------------------ | ----------------------- | ------------------ | ------------------ | ------------------ |
| 2016               | Wrocław            | 2016 World Bridge Games | Kobiety            | Justyna Żmuda      | 4                  |

### Mistrzostwa Europy
| Konkurencje Drużynowe | Konkurencje Drużynowe | Konkurencje Drużynowe                     | Konkurencje Drużynowe | Konkurencje Drużynowe | Konkurencje Drużynowe |
| Rok                   | Miejscowość           | Zawody                                    | Kategoria             | Team                  | Pozycja               |
| --------------------- | --------------------- | ----------------------------------------- | --------------------- | --------------------- | --------------------- |
| 2019                  | Stambuł               | 9. Otwarte Mistrzostwa Europy             | Kobiety               | Apple Pie             | 1                     |
| 2018                  | Abacja                | 53. Mistrzostwa Europy Teamów             | Kobiety               | Poland                | 1                     |
| 2017                  | Montecatini           | 8. Otwarte Mistrzostwa Europy             | Mixt                  | Sakr                  | 3                     |
| 2017                  | Montecatini           | 8. Otwarte Mistrzostwa Europy             | Kobiety               | Hayman                | 5                     |
| 2016                  | Budapeszt             | 53. Mistrzostwa Europy Teamów             | Kobiety               | Poland                | 3                     |
| 2015                  | Tromso                | 7. Otwarte Mistrzostwa Europy             | Kobiety               | Poland                | 5                     |
| 2014                  | Abacja                | 52. Mistrzostwa Europy Teamów             | Kobiety               | Poland                | 5                     |
| 2013                  | Wrocław               | 24. Młodzieżowe Mistrzostwa Europy Teamów | Juniorki              | Poland                | 4                     |
| 2013                  | Ostenda               | 6. Otwarte Mistrzostwa Europy             | Kobiety               | Poland                | 8                     |
| 2012                  | Dublin                | 51. Mistrzostwa Europy Teamów             | Kobiety               | Poland                | 5                     |

| Konkurencje Parowe | Konkurencje Parowe | Konkurencje Parowe            | Konkurencje Parowe | Konkurencje Parowe | Konkurencje Parowe |
| Rok                | Miejscowość        | Zawody                        | Kategoria          | Partner            | Pozycja            |
| ------------------ | ------------------ | ----------------------------- | ------------------ | ------------------ | ------------------ |
| 2019               | Stambuł            | 9. Otwarte Mistrzostwa Europy | Kobiety            | Justyna Żmuda      | 3                  |
| 2018               | Ostenda            | 54. Mistrzostwa Europy        | Kobiety            | Justyna Żmuda      | 2                  |
| 2017               | Montecatini        | 8. Otwarte Mistrzostwa Europy | Kobiety            | Justyna Żmuda      | 2                  |
| 2016               | Budapeszt          | 53. Mistrzostwa Europy        | Kobiety            | Justyna Żmuda      | 2                  |
| 2015               | Tromso             | 7. Otwarte Mistrzostwa Europy | Kobiety            | Justyna Żmuda      | 2                  |

## Klasyfikacje brydżowe
- Katarzyna Dufrat – klasyfikacja PZBS
- Katarzyna Dufrat – klasyfikacja EBL (ang.)
- Katarzyna Dufrat – klasyfikacja WBF (ang.)